# 岩手県信用農業協同組合連合会
岩手県信用農業協同組合連合会（いわてけんしんようのうぎょうきょうどうくみあいれんごうかい）は、岩手県盛岡市大通に本所を置く、岩手県内の農業協同組合（JA）の信用事業を統括する県域農協系金融機関。

## 概要
岩手県内JAを会員とする。通称は「JA岩手県信連」。主に法人顧客を中心としており、個人取引は殆どないが、盛岡市を事業エリアとする岩手中央農業協同組合及び新岩手農業協同組合のいずれも盛岡都心部に信用事業店舗を展開していないこともあり、当会の本所窓口は、岩手県のJAバンクとしては唯一の盛岡都心部で営業する店舗となっている。
なお、当連合会と信用事業を行う岩手県内のJAを「JAバンク岩手」と総称している。

## 沿革
- 1948年 - 設立。
- 2017年
  - 1月23日 - 岩手中央酪農業協同組合の信用事業を譲受。
  - 4月1日 - 本所所在ビルの商業施設エリアに当たる、サンビル内にサンビル支所を新設。
  - 7月24日 - サンビル支所を廃店し、本所窓口が事業を継承。

## 店舗所在地
- 本所/岩手県盛岡市大通一丁目2-1 岩手県産業会館内

かつては県内各地において当会の支所を置かれていたが、1996年までに順次統廃合されて本所だけが残った。この際、空中店舗形態から同じビル（下階層の商業施設部分は、サンビルと呼称）の1Fに窓口を移設している。2017年より、本所窓口の口座店名をサンビル支所として、本所から勘定分割がなされた。